# Artabotrys tomentosus
Artabotrys tomentosus este o specie de plante angiosperme din genul Artabotrys, familia Annonaceae, descrisă de Nurainas. Conform Catalogue of Life specia Artabotrys tomentosus nu are subspecii cunoscute.